# Бобровське (Слободо-Туринський район)
Бобро́вське (рос. Бобровское) — село у складі Слободо-Туринського району Свердловської області. Входить до складу Ніцинського сільського поселення.
Населення — 270 осіб (2010, 305 у 2002).
Національний склад населення станом на 2002 рік: росіяни — 98 %.